# Akkoord over de volksraadpleging in Catalonië
Het Akkoord over de volksraadpleging in Catalonië is een akkoord dat op 12 december 2013 met een meerderheid van 64% werd goedgekeurd door het Catalaanse Parlement. Het akkoord bepaalt de datum van een referendum, 9 november 2014, en de dubbele vraag die aan alle Catalaanse stemgerechtigden moet voorgelegd worden: “Wilt u dat Catalonië een staat wordt?” en “Zo ja, wilt u dat die staat een onafhankelijke staat wordt?”
Op een totaal van 135 parlementsleden werd het akkoord goedgekeurd met 87 ja-stemmen CiU (50 ja), ERC (21 ja), ICV-EUiA (13 ja), CUP (3 ja). De PPC (19 nee), Ciutadans (9 nee) en de PSC (15 nee) stemden tegen.  De dubbele vraag was nochtans een tegemoetkoming aan de socialistische PSC, die voorstander is van een derde federalistische weg na een grondwetsherziening voor grotere regionale autonomie en met het akkoord van de centrale regering. Het jaar 2014 heeft een belangrijke symbolische betekenis, omdat het de driehonderdste verjaardag van de val van Cardona en Barcelona is, waarna Catalonië door het sterk centralistische Castilië geannexeerd werd en de eigen instellingen en regering werden afgeschaft door Filips V van Spanje.

## Voorgeschiedenis
Op 11 september 2012 demonstreerden in Barcelona ongeveer anderhalf miljoen voor onafhankelijkheid, in een van de grootste betogingen sedert de Spaanse democratische overgang in 1978. Na de regionale verkiezingen van 25 november 2012 blijft het centrumrechtse kartel Convergència i Unió met 50 zetels (op 135) de grootste partij, maar kan geen meerderheid vormen. Op 18 december 2012 heeft Artur Mas i Gavarró (CDC) een regeerakkoord met oppositieleider Oriol Junqueras i Vies (ERC) gesloten, als voorwaarde voor het gedogen van een minderheidsregering met Mas als president van de Generalitat. Dit “Akkoord voor een nationale verandering en voor de garantie van de parlementaire stabiliteit van Catalonië” bepaalt dat beide partijen in het parlement een datum en een vraag voor een volksraadpleging zullen vastleggen, die voor het einde van 2014 moet plaatsvinden, tenzij “de sociaal-economische of politieke omstandigheden een uitstel noodzakelijk maken.” Bijlage 1 bepaalt de concrete modaliteiten van die raadpleging (in het Catalaans: consulta) Als gevolg van dit akkoord werd in februari 2013 de Adviesraad voor de Nationale Overgang, een college van voornamelijk rechtskundige experten opgericht die de opdracht kreeg de regering te informeren wat wettelijk mogelijk is. De druk van een brede volksbeweging bleef toenemen, onder meer toen op 11 september 2013 de Catalaanse Weg, een mensenketting van 400 km het land van noord tot zuid verbond, zodat een politiek initiatief moeilijk al te lang kon uitgesteld worden.

## Impact
Het akkoord werd goed onthaald in Catalonië. Diverse organisaties uit het maatschappelijke en culturele middenveld, zoals de Assemblea Nacional Catalana, het Plataforma per la Llengua en de Associació de Municipis per la Independència juichten de beslissing toe. De PP en Ciutadans reageerden consequent volgens hun unitaristische overtuiging. Binnen de PSC is de situatie complexer. Tegen de partijdiscipline in hebben een aantal dissidente mandatarissen hun instemming met het akkoord betuigd.
De centrale regering in Madrid reageerde met een duidelijk nee. Volgens minister-president Mariano Rajoy zou de raadpleging niet plaatsvinden omdat ze niet in overeenstemming met de grondwet was. Hij beloofde “niet te zullen rusten” in zijn poging de volksraadpleging met wettelijke en juridische maatregelen te verhinderen. Het ministerie van Buitenlandse Zaken besloot een uitgebreid memorandum over de gevaren van de volksraadpleging en de Catalaanse onafhankelijkheid aan alle ambassades en consulaten te sturen. De Conferentie van katholieke Spaanse Bisschoppen noemde de raadpleging “immoreel en ontoelaatbaar”.

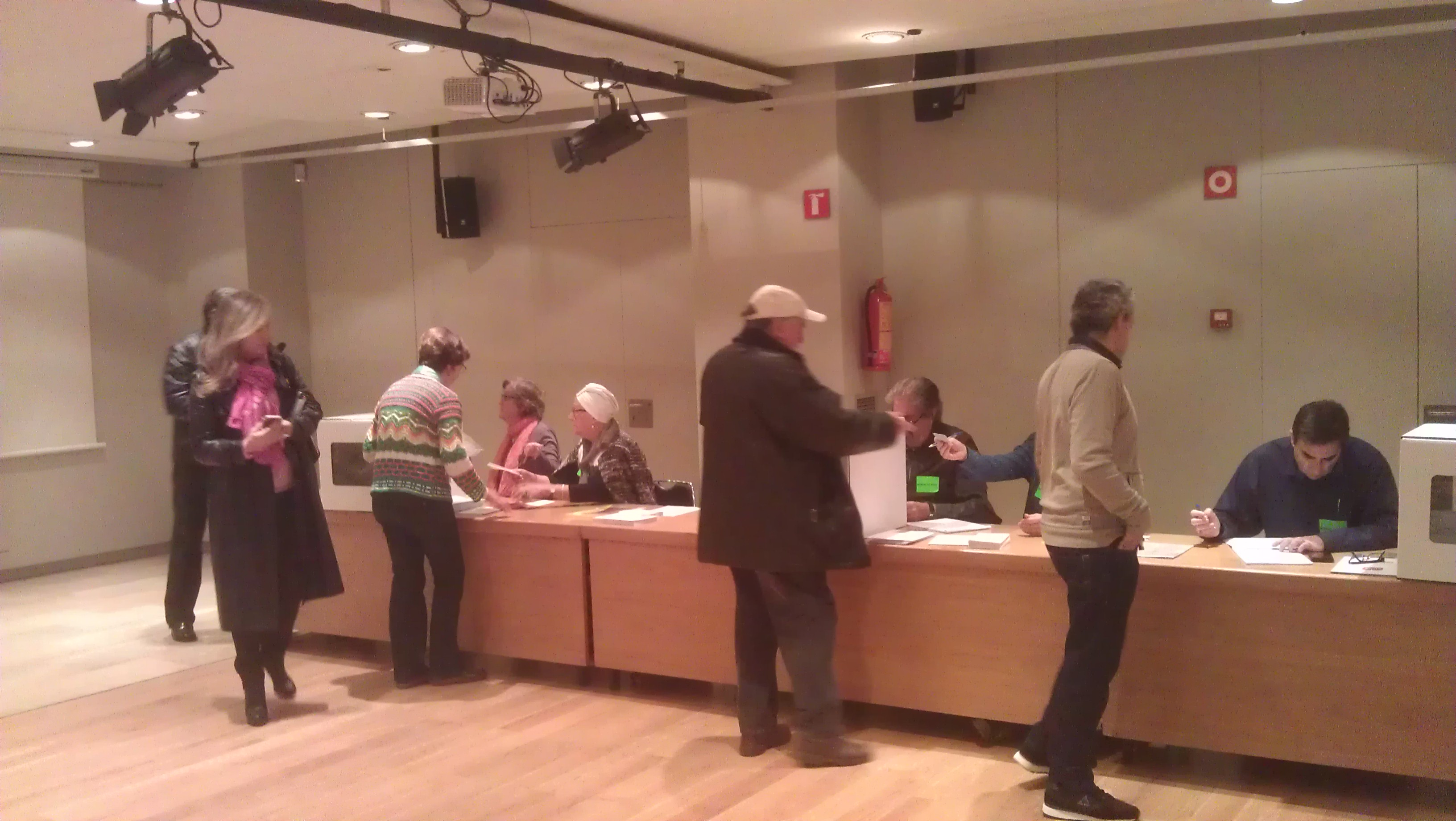
De volksraadpleging in Catalonië op 9 november 2014.

De meeste internationale politici en commentatoren hielden zich op de vlakte en wilden zich “niet inmengen in de binnenlandse aangelegenheden van Spanje”. David Cameron, de voormalige eerste minister van het Verenigd Koninkrijk, waar in 2014 het referendum over de onafhankelijkheid van Schotland plaatsvond, was eerder voorstander van een pragmatische aanpak: door het referendum toe te laten wordt het conflict ontmijnd, het stugge verbod van Rajoy zou de “verboden vrucht” alleen maar aantrekkelijker maken en het omgekeerde effect bereiken.